# Inga manabiensis
Inga manabiensis är en ärtväxtart som beskrevs av Terence Dale Pennington. Inga manabiensis ingår i släktet Inga och familjen ärtväxter. Inga underarter finns listade i Catalogue of Life.